# Vetro crown
Il vetro crown è un tipo di vetro ottico utilizzato in lenti e altri componenti ottici come telescopi e obiettivi per macchine fotografiche o cineprese.

Dispersione con vetro crown e vetro flint

Combinazione vetro crown con vetro flint

## Costruzione
Il vetro crown è prodotto da silicati di calcio-alcali contenenti circa il 17% di ossido di potassio. Esso ha un basso indice di rifrazione e una bassa dispersione, con numero di Abbe da 50 in su.
- Quarzo (SiO2): ca. 73 %
- Ossido di sodio (Na2O): ca. 5 %
- Ossido di potassio (K2O): ca. 17 %
- Ossido di calcio (CaO): ca. 3 %
- Ossido di alluminio (Al2O3): ca. 2 %

Così come questo tipo di materiale specifico denominato "vetro crown", ci sono altri vetri ottici con proprietà simili, che sono anche chiamati comunque vetri (lenti) crown. In generale, qualsiasi vetro ottico con numero di Abbe nella gamma da 50 a 85 ricade in una tipologia "crown". Un esempio classico è il vetro borosilicato con sigla Abbe BK7, che è un comune vetro crown, usato in lenti di precisione per telescopi rifrattori acromatici (ad esempio, in molti telescopi Zeiss si utilizza l'accoppiata del vetro crown "Bk7" con un vetro flint "KzF2"); nel borosilicato viene aggiunto circa il 10% di ossido borico e in questo modo le lenti Bk7 hanno buone caratteristiche ottiche e  meccaniche e sono resistenti ad agenti chimici e danni ambientali. Altri additivi, utilizzati nella miscela con il borosilicato per fare i crown, sono, ad esempio, l'ossido di zinco, anidride fosforica, ossido di bario (BaK), e fluorite (Fk).
Come si accennava in precedenza, una lente concava "Flint" è comunemente associata ad un lente convessa "Crown" per la costruzione di un doppietto acromatico; questa accoppiata permette di ridurre notevolmente le aberrazioni cromatiche rispetto alla singola lente. Il primo che applicò ad un telescopio queste capacità del doppietto fu Chester Moore Hall, ma il primo che brevettò 30 anni dopo e con enorme successo questa invenzione-scoperta fu John Dollond e suo figlio Peter.

## Storia

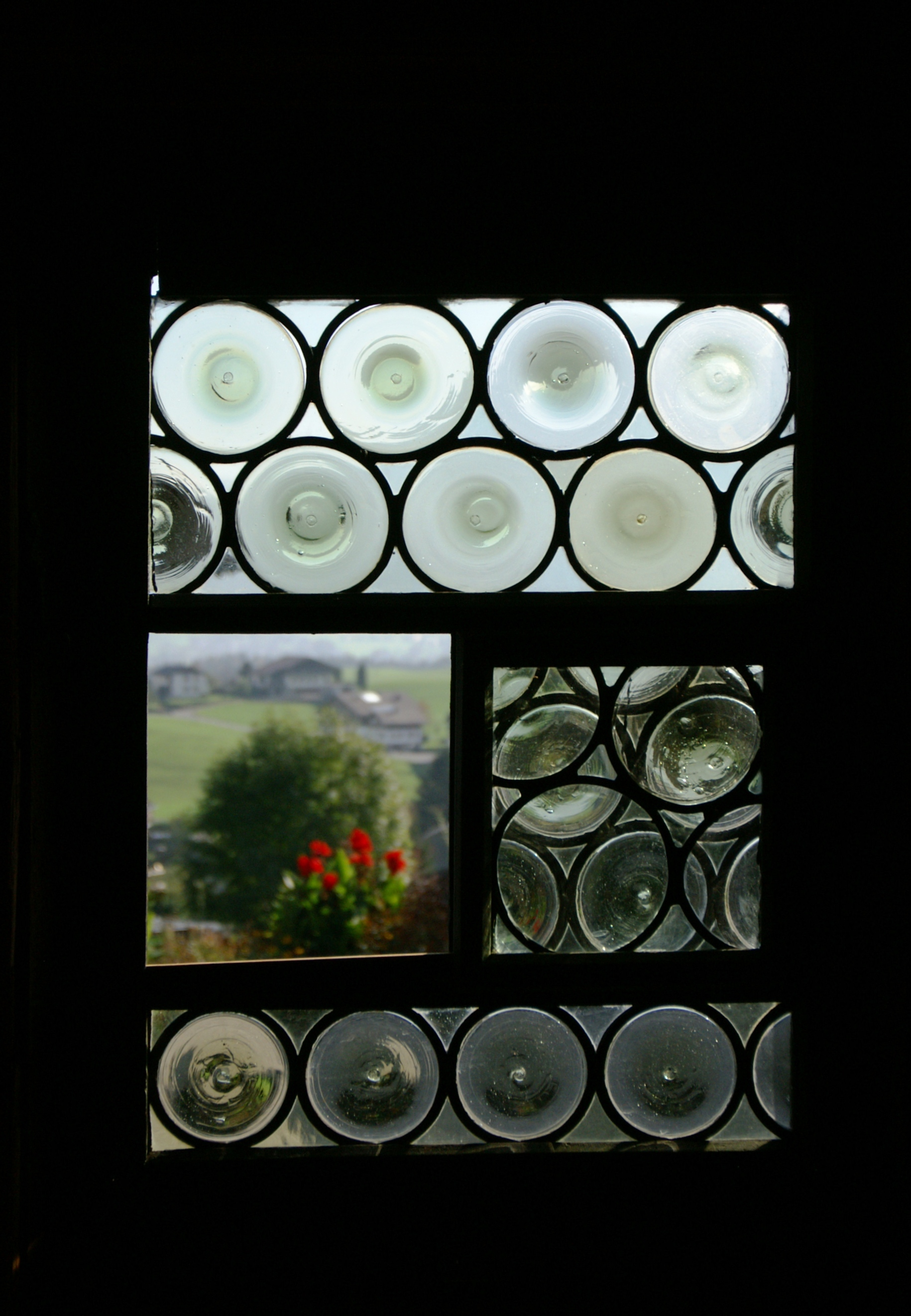
Crown glass window

Il vetro corona è noto da secoli. Il nome deriva dall'inglese "crown" (corona), da fabbricanti di vetreria della vecchia Inghilterra, nella realizzazione di finestrature circolari "Crown glass window"
Con la centrifugazione del vetro fuso su un piano, si formavano delle cerchiature concentriche, dando l'aspetto di una corona.